# Andy Unanue
Andy Unanue es un antiguo vicepresidente, director general y jefe de operaciones de la empresa Goya Foods, la mayor compañía hispana de alimentación de Estados Unidos. En 2008 estuvo cerca de postularse como candidato republicano para el Senado por Nueva Jersey pero decidió echarse atrás por falta de tiempo.

## Biografía
Andy nació y creció en Nueva Jersey. Es el nieto de los fundadores de Goya Foods, los emigrantes españoles Prudencio Unanue y su esposa Catalina. Es hijo de Joseph A. Unanue y Carmen Ana Casal (1934–2021). Al igual que su padre, fue educado en un colegio católico.
Unanue se graduó en la Universidad de Miami y consiguió un MBA en Thunderbird, la Escuela de Dirección Internacional para graduados de Estados Unidos. Comenzó trabajando junto a su padre en sus oficinas de Miami y fue nombrado finalmente presidente de Goya Santo Domingo. A la muerte de su hermano Joseph F. Unanue en 1998 fue nombrado Vicepresidente Ejecutivo de la compañía. En 2000, a los 33 años, fue nombrado Jefe de Operaciones de la empresa.
Sin embargo, en febrero de 2004 abandonó la compañía por diferencias con su familia Tras su salida se convirtió en el fundador de AU & Associates, una empresa dedicada a las inversiones en el sector alimentario, y de Trufoods, un holding de franquicias de comida rápida.
En octubre de 2010 se casó con Marie O'Mara en Mayakoba, México.

## Ingreso en política
Tras el retiro de la republicana moderada Anne Evans Estabrook, por un amago de infarto, Unanue anunció su intención de presentarse. Su intención era retirarse y prestar su apoyo al filántropo y empresario John Crowley, pero éste también se retiró. Finalmente, Unanue renunció a sus aspiraciones políticas, y el comité republicano de Nueva Jersey designó al congresista Dick Zimmer como candidato.

## Controversia legal
Andy Unanue ha reconocido que vive en Nueva York desde 2004 y que tiene intenciones de regresar a Nueva Jersey lo antes posible. Sin embargo, sigue registrado como residente en Nueva Jersey a efectos electorales, y ha votado al menos cuatro veces desde 2004, lo que es ilegal.